# 금성면 (제천시)
금성면(錦城面)은 대한민국 충청북도 제천시의 면이다.

## 개요
금성면은 중부내륙 중산간지대로 중앙고속도로(춘천~대구)의 중심부 통과 지역(남제천 나들목 소재지)이다. 충주호와 인접한 관광지의 관문이며, 작성산(성내~포전)과 KBS 태조왕건 촬영장, SBS 대망 촬영장을 연계한 새로운 관광 지역으로 자리매김하고 있다.

## 행정 구역
- 구룡리(九龍里)
- 대장리(大壯里)
- 동막리(東幕里)
- 사곡리(社谷里)
- 성내리(城內里)
- 양화리(陽化里)
- 월굴리(月窟里)
- 월림리(月林里)
- 위림리(渭林里)
- 적덕리(積德里)
- 중전리(中田里)
- 진리(榛里)
- 포전리(浦前里)
- 활산리(活山里)

## 교육
- 금성초등학교